# Hoteles Neemrana
Hoteles Neemrana es una empresa hotelera india, conocida por restaurar ruinas de valor patrimonial para convertirlas en hoteles.
El proyecto lo iniciaron en 1991 Aman Nath y Francis Wacziarg. Aman Nath fue un postgrado en historia de la India medieval en la Universidad de Delhi, y Francis Wacziarg un exdiplomático francés y residente en la India desde 1969. Cuando entraron en contacto con la fortaleza Neemrana, del siglo XV, en la zona cercana a Aravalli en Rajasthan, escribieron el libro Los frescos pintados de Shekhavati. La fortaleza, construida por el jefe local Nimola Meo, llevaba cuarenta años en ruinas. Compraron la fortaleza por 700.000 RS en 1986 y la restauraron. Su apertura como hotel con doce habitaciones tuvo lugar en 1991. A raíz de esta restauración, el hotel ha sido utilizado como sede de la Fiesta Internacional de la Literatura de la India en 2002, por Mastermind India, y para varias bodas.

## Proceso de restauración

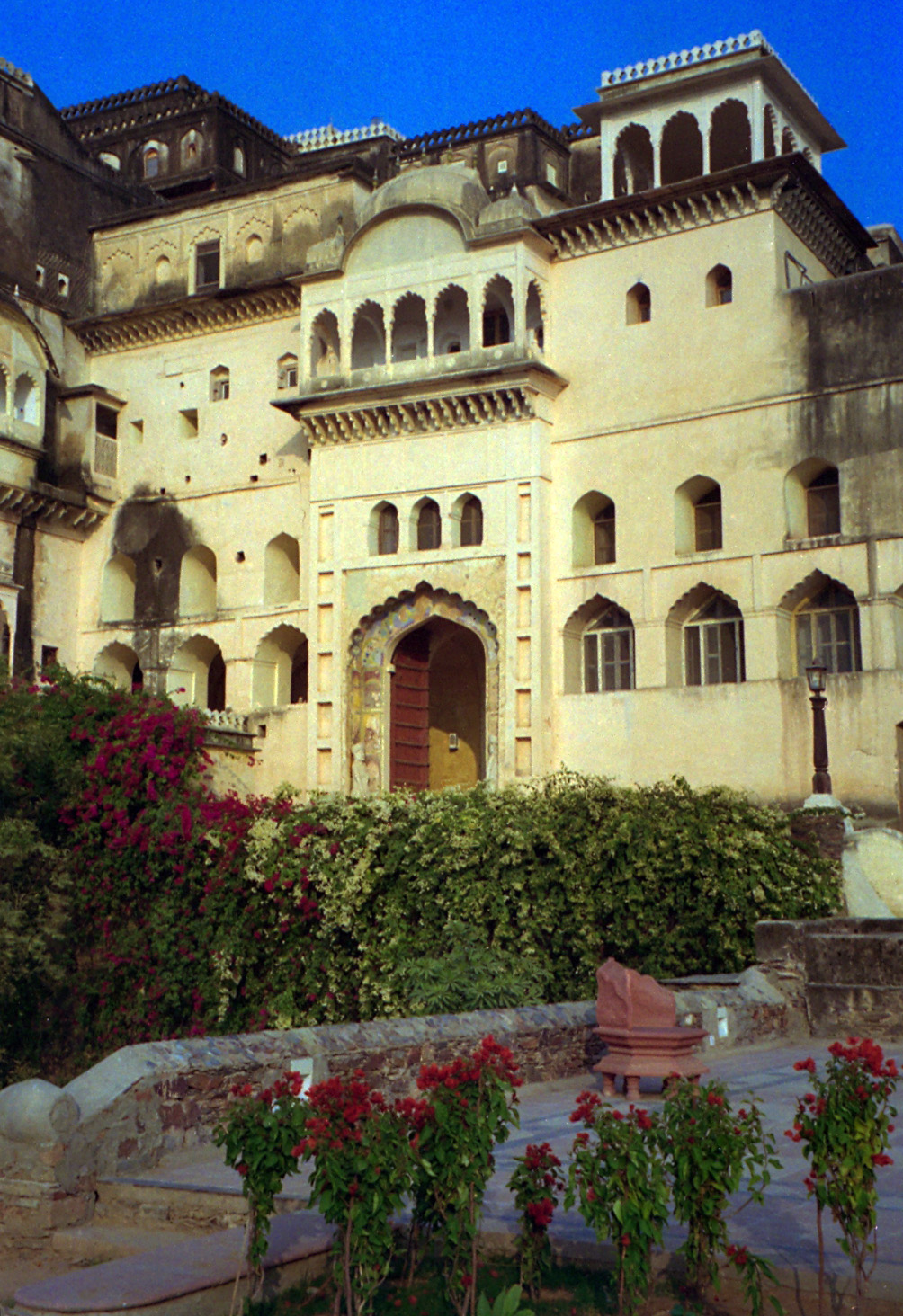
Neemrana Fort Palace, en Neemrana, Alwar distrito de Rajasthan, la primera propiedad de Hoteles Neemrana, que abrió en 1991.

Las modificaciones realizadas en las ruinas para mantener un diseño coherente incluyen servicios básicos como fontanería y aire acondicionado oculto a la vista, y las habitaciones se decoran con un diseño colonial del siglo XIX. Los edificios se restauran por fases, con los ingresos procedentes de los huéspedes. La práctica de utilizar artesanos y materiales locales mantiene bajos los costos y sus hoteles alcanzan el punto de equilibrio en dos o tres años en lugar de la media del sector de siete a ocho.
El gobierno de Punjab les transfirió el Palacio Baradari en Patiala como una asociación pública-privada, además el gobierno de Rajasthan les alquiló el Fuerte Tijari. Del mismo modo compraron el Palacio Pataudi y Mangal Singh Thakur les vendió el Palacio Kesroli del siglo XIV en Alwar. El Fuerte Tijari en Alwar no es una ruina, sino un edificio que había quedado sin terminar en 1845 a causa de la guerra. La mayoría de sus proyectos se han iniciado por los propietarios de los edificios; además tienen algunos otros proyectos previstos.
La compañía también fabrica jalea de los huertos frutales en Ramgarh y té de las plantaciones de café en Coonoor y en Coorg. También se ejecuta la "Fundación de Música Neemrana".
La clientela, que inicialmente consistía en su mayoría de turistas extranjeros, es ahora (a partir de 2010) el 70% de la India.
En 2011, los Hoteles Neemrana tenían 25 propiedades en 17 localidades y cruzaron 4,5 Millones de Dólares en ingresos.

## Ejemplos
Ruinas y fortalezas restauradas por ellos y convertidas en hoteles incluyen:
- Siglo XIV
  - Hill Fort Kesroli (Alwar, Rajasthan)[4]
- Siglo XV
  - Neemrana Fort-Palace (Delhi-Jaipur highway, Shekhawati, Rajasthan)[4]
- Siglo XVI
  - Le Colonial (Cochin, Kerala)
- Siglo XVII
  - The Tower House (Cochin, Kerala)
  - The Bungalow on the Beach (Tharangambadi, Tamil Nadu)[4]

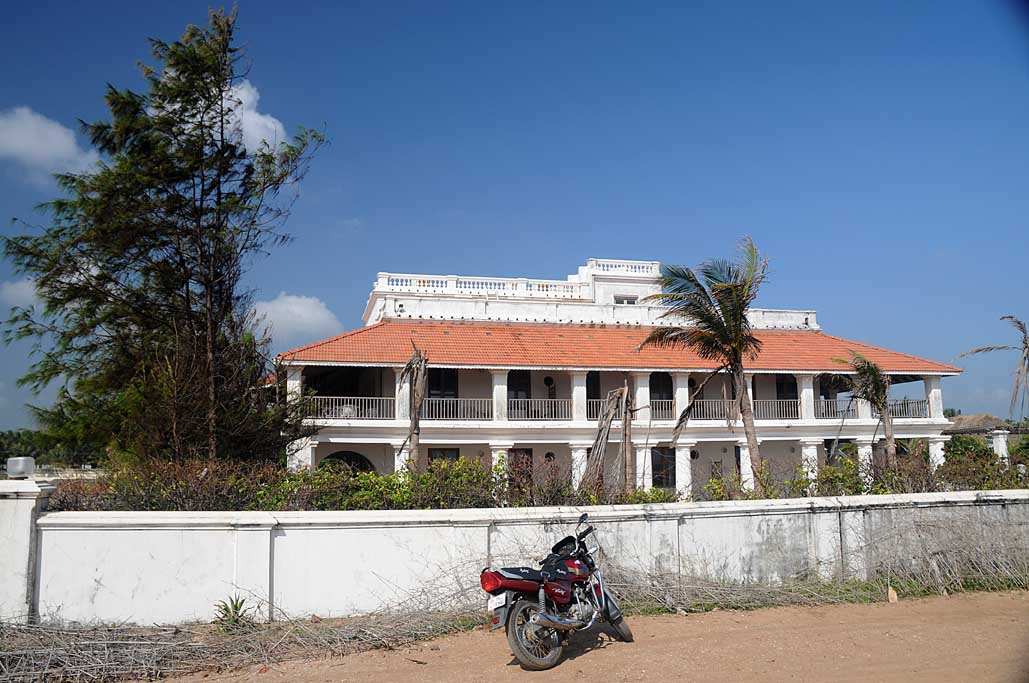
Bungalow on the Beach, Hoteles Neemrana, en Tranquebar, Tamil Nadu

- - The Gate House (Tharangambadi, Tamil Nadu)[10]
- Siglo XVIII
  - Hotel de l’Orient, Puducherry.[4]
- Siglo XIX
  - The Verandah in the Forest(British) (Matheran, cerca de Mumbai),
  - Darbargadh Palace, Morvi, Gujarat,(abre pronto)
  - Villa Pottipati (Malleswaram, Bangalore, Karnataka)[4]
  - The Wallwood Garden (Coonoor, Tamil Nadu)[4]
  - Green Hills Estate (Kodagu, Karnataka)
  - The Baradari Palace (Patiala, Punjab)[4]
  - The Ramgarh Bungalows (Ramgarh Kumaon Hills, Uttarakhand)[4]
- Siglo XX, Piramal Haveli, (Bagar, Shekhavati, Rajasthan)[4]

- - Pataudi Palace (Pataudi, Haryana)[4]
- Siglo XXI, The Glasshouse on the Ganges (Rishikesh, Uttarakhand, belonging to the Maharaja of Tehri Garhwal)[4]
  - Tijara Fort, Alwar district, Rajasthan[11]

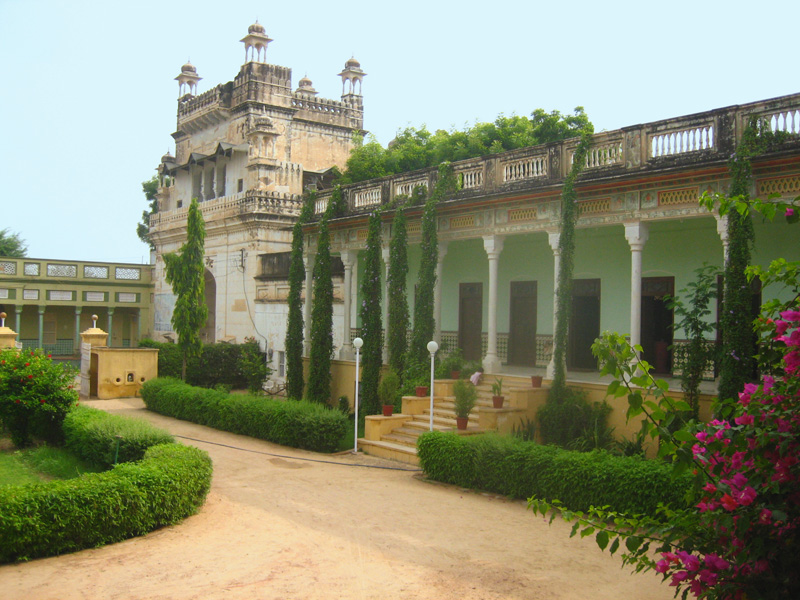
Piramal Haveli, Bagar, Rajasthan.

## Libros
Libros publicados como parte del proyecto fueron:
- - The Painted Frescoes of Shekhavati[2]
  - Jaipur: the Last Destination
  - Arts and Crafts of Rajasthan